# Split-Makarskai főegyházmegye
A Split-Makarskai főegyházmegye (korábbi nevén Salonai (fő)egyházmegye, majd Spliti (az olasz uralom alatt Spalatói) főegyházmegye a római katolikus egyház egyik horvát metroplóliai egyházmegyéje.

## Szomszédos egyházmegyék
- Šibeniki egyházmegye (északnyugat)
- Banja Luka-i római katolikus egyházmegye (északkelet)
- Mostar-Duvnói egyházmegye (kelet)
- Dubrovniki egyházmegye (délkelet)
- Hvar-Brač-Visi egyházmegye (dél)

## Szuffragán egyházmegyék
A főegyházmegyének négy szuffragán egyházmegyéje van:
- Dubrovniki egyházmegye
- Hvar-Brač-Visi egyházmegye
- Kotori egyházmegye
- Šibeniki egyházmegye

## Szomszédos egyházmegyék
- Šibeniki egyházmegye (északnyugat)
- Banja Luka-i római katolikus egyházmegye (északkelet)
- Mostar-Duvnói egyházmegye (kelet)
- Dubrovniki egyházmegye (délkelet)
- Hvar-Brač-Visi egyházmegye (dél)| - m - v - sz Horvátországi katolikus egyházmegyék                                                   | - m - v - sz Horvátországi katolikus egyházmegyék                                                                      |
| --------------------------------------------------------------------------------------------------- | --- |
| Diakovár-Eszéki érseki tartomány                                                                    | - Diakovár-Eszéki főegyházmegye - Pozsegai egyházmegye                                                                 |
| Fiumei érseki tartomány                                                                             | - Fiumei főegyházmegye - Gospić-Zenggi egyházmegye - Krki egyházmegye - Poreč-Pólai egyházmegye                        |
| Split-Makarskai érseki tartomány                                                                    | - Split-Makarskai főegyházmegye - Dubrovniki egyházmegye - Hvar-Brač-Visi egyházmegye - Šibeniki egyházmegye           |
| Zágrábi érseki tartomány                                                                            | - Zágrábi főegyházmegye - Belovár-Kőrösi egyházmegye - Kőrösi egyházmegye - Sziszeki egyházmegye - Varasdi egyházmegye |
| Közvetlenül az Apostoli Szentszék alá rendelt                                                       | - Zárai főegyházmegye                                                                                                  |
| Érseki tartományba be nem sorolt egyházmegyei szintű egyházkormányzati egység: Katonai ordinariátus | || Nemzetközi katalógusok | - VIAF: 131955048 |